# Энде (народ)
Энде — бима-сумбанский народ в Индонезии, главным образом проживающий на востоке центрального острова Флорес. По оценкам на 2000 год, общая численность составляет около 850 тыс. человек. Является близким народам нгада, лио и сикка. Язык общения — энде, который имеет два диалекта. Большинство представителей народа исповедуют христианство, однако часть жителей придерживается традиционных верований.
Энде является коренным народом на Флоресе. В средние века, по мнению некоторых ученых, подверглись влиянию империи Маджапахит.

## Основные занятия и быт
Основное занятие энде — подсечно-огневое земледелие, в частности, таким образом выращивают кукурузу, ямс, рис. В некоторых местах применяют искусственное орошение. Основными орудиями, используемые в сельском хозяйстве, являются мотыга, палка-копалка и нож-резак. В сфере животноводства энде разводят буйволов, птицу, лошадей и свиней, развито рыболовство недалеко от берега. Помимо этого, энде занимаются ткачеством и отходничеством.
В пищу в основном употребляются растительные продукты, но в праздничные дни энде едят и мясо.
Одежда у энде представляет собой каин вместе с кофтой или рубашкой.

## Жилище
В зависимости от давности появления мест поселений энде, они располагаются или в лощинах и на склонах гор (старые деревни), или в прибрежных долинах (новые). У энде сохранилась сельская община. В основном у энде традиционные поселения кучевого плана, где в центре располагаются храмы мегалитические святыни. Длинный свайный дом с высокой крышей, которая спускается до земли, является традиционным жилищем энде.

## Брак
Семьи у энде небольшие, запрещено многожёнство. Ребенок считается представителем народа, если хотя бы один из родителей является таковым. После выплаты выкупа невесты, брак становится вирилокальным. Энде положительно относятся к кросскузенному браку.
Энде почитают своих предков, доводя это до культа. Также существует аграрный культ.